# Daniel Wildhaber
Daniel Wildhaber (* 4. August 1960) ist ein Schweizer Politiker (SP).

## Leben
Daniel Wildhaber absolvierte eine Ausbildung zum Sekundarlehrer und zum Schulleiter. Er arbeitet als Schulleiter der Sekundarstufe I im Schulzentrum Schlossmatt in Münsingen. Er ist verheiratet, Vater eines Sohnes und lebt in Rubigen.

## Politik
Daniel Wildhaber rückte 2017 für den zurückgetretenen Matthias Burkhalter in den Grossen Rat des Kantons Bern nach. Er wurde bei den Wahlen 2018 wiedergewählt und gehörte dem Grossen Rat bis 2022 an. Er war von 2017 bis 2018 Mitglied der Justizkommission und ab 2017 Mitglied der Bildungskommission. Von 2019 bis 2022 war Wildhaber Mitglied der Interparlamentarischen Kommission Fachhochschule Westschweiz.
Wildhaber ist Mitglied der SP Rubigen und Mitglied der Geschäftsleitung der SP Bern-Mittelland. Er engagiert sich bei Bildung Bern, dem Berufsverband der Fachpersonen für Schulbildung im Kanton Bern, als Präsident der Fraktion Schulleitungen sowie als Mitglied der gewerkschaftlichen Kommission und der Delegiertenversammlung. Wildhaber ist Mitglied der Schulkommission des Gymnasiums Kirchenfeld in Bern.